# Муталау
Муталау (англ. Mutalau) — одне з чотирнадцяти сіл Ніуе. Населення відповідно до перепису 2017 року становило 100 осіб, порівняно з 97 у 2011 році .

## історія

### Огляд
Раніше відоме як Улулаута і Матахефонуа. Улулаута і Матахефонуа означають «голова країни». Назву «Mutalau Ululauta Matahefonua» прийняли жителі Муталау в Окленді, Нова Зеландія, як назву їх трасту під назвою Mutalau Ululauta Matahefonua Trust MUMT. У Муталау є громадський зал під назвою Salim Hall, названий на честь голови Комітету ООН з деколонізації, який приїхав до Ніуе на початку 1970-х років, щоб зустрітися з жителями Ніуе та обговорити дорожню карту до самоврядування.

### Хронологія
- 1846 - Нукай Пеніаміна висадився в Улувехі за допомогою Тоймати Факафітієнуа .

## Географія
Муталау є найпівнічнішим селом на Ніуе. Його територія межує з населеними пунктами Алофі, Хікутаваке, Лакепа, Макефу, Той і Туапа.

## Економіка

### Сільське господарство
Станом на липень 2008 року в селі було 12 331 ванільних лоз, що становить близько 33 відсотків від загальної кількості в Ніуе.

## Культура
Щороку в Муталау проводяться дві великі події, одна з яких – це День морських суден Муталау, який проводиться кожного дня народження королеви, де в парку Улувехі проводяться змагання з риболовлі та продаж їжі. День Шоу Муталаупроводиться в останню суботу жовтня, щоб вшанувати і відсвяткувати приземлення Євангелія в Ніуе, яке відбулося в Улувехі 26 жовтня 1846 року, привезене в Пеніаміну за допомогою Тоймати Факафітіфонуа.